# Сиринићка жупа
Сиринићка жупа је једна од жупа у околини Призрена, уз Средачку жупу, Гору, Опоље и Призренски Подгор. Налази се у котлини горњег тока реке Лепенац североисточно од Шар-планине у АП Косово и Метохија, Република Србија. Јужно је територија Северне Македоније.

## Положај и простирање
Сиринићка жупа се великим делом поклапа са границама општине Штрпце. Општина Штрпце је формирана 10.8.1988. и обухвата површину од 247,36 km². Жупа се налази у североисточном делу Шар-планине и у облику је широког неправилног многоугла. Обухвата цео слив реке Лепенца.
На јужној страни жупа се протеже преко шарског гребена са врховима Љуботен (2.489 m), Ливадице (2.494 m), Језерска Чука (2.604 m) и Бистра (2.651 m). Западна граница се од превоја Бистре спушта на превој Превалац који Сиринићку жупу раздваја од Средачке Жупе. Северозападна страна Сиринића се од Ошљака (2.207 m) протеже преко Коџа Балкана (2.035 m) и планине Жара (1.694 m) које га одвајају од Призренског Подгорја. Северну границу жупе чине делови Језерске планине, Студеница и Куркулица, одакле се граница на североистоку спушта преко Грабера према Бродској клисури на источној косовској страни.
Путни правци Сиринићку жупу повезују са Призреном и Урошевцем, док саобраћајнице углавном прате реку Лепенац.

## Клима
Клима Сиринићке жупе је планинска, али сходно надморској висини, подлози и утицају ветрова неки делови жупе имају значајне климатске разлике. Стране окренуте југу као и нижи делови имају жупску климу, а виши делови алпску. У већем делу године преовлађује претежно стабилно време, без олујних ветрова, са дугим зимама које нису оштре и топлим летима са малом количином падавина.
Најтоплији месец је јул са просечном температуром од 18 °C, а најхладнији јануар са средњом температуром од -0,3 °C. Ипак постоје разлике између северног и јужног дела. Због изложености северцу јужни део је хладнији од северног. Тако на пример село Коштањево које се налази на јужној страни и надморској висини од 1.000 до 1.240 m зими је топлије, него насеље Штрпце које се налази на 900 m.
Снежни покривач се у жупи задржава се од око 60 до 210 дана, што зависи од надморске висине и експозиције. Сиринићка жупа прима и значајну количину падавина, нпр. Јажинце 1.014 mm, a Штрпце 922 mm годишње.

## Хидрографија

### Водени токови
Сиринићка жупа је богата водом. Густу речну мрежу чини Лепенац и његове притоке. Највећа река је Лепенац која настаје на Коџа Балкана код села Севце на надморској висини од 1.120 m од Тисове и Черничке реке. Максимална висина на извору Лепенца је 1.934 m, а најнижа 630. метара. Површина слива Лепенца у Сиринићкој жупи износи 241 km², а од Јажинца до Брода прима 12 притока:Тисову реку, Череначку реку, Сотачки поток, Суву реку, Блатештицу, Врбештичку реку, Муржицу, Миљоштицу, Сушићку реку, Вичанску реку, Ропотски поток и Ижанску реку.
На територији жупе констатовано је 247 извора. Велики број извора се користи за водоснабдевање, а температура воде је од 4-10 степени.

### Језера
Бој језера у Сиринићкој жупи није тачно утврђен. Језера са шарске стране, Штрбачко или Ливадичко језеро које се налази на надморској висини од 2.173 m и Велико Јажиначко језеро на 2.170. метара надморске висине су веома богата водом.
Штрбачко језеро смештено је у дубоком цирку, подно врха „Ливадице“ на надморској висини од 2.173 метра. Удаљено је око шест километара југоисточно од Штрпца. Дужина језера износи 220, а ширина 124 метра, док је обим језера 683 метра. Дубина језера варира у распону од 6,50 до 8,60 метра, у зависности од доба године. Провидно је до самог дна, а воду добија од падавина, топљењем снежаника, као и од бројних површинских и подземних извора.
Велико Јажиначко језеро је дугачко 150 m, а широко 87 m. Име је добило по селу Јажинце. Највећи водостај језеро има у мају, јуну, октобру и новембру у време киша, док је најмањи у августу или септембру. Према неким српским научницима дубина језера при високом водостају износи 12 m. И према првим и другим изворима језеро је најдубље од свих језера на Шар-планини. Дужина обалне линије језера износи око 500 m. Језеро има јајчани облик, а језеро се напаја водом из једног потока који не пресушује и са неколико глечера који га окружују.
Вода планинских језера Сиринићке жупе одликује се ниским температурама током цле године, услед велике надморске висине, хладних ветрова, па због тога не служе за купање.

## Биљни покривач и животињски свет
Огромни водени талог, као и састав стена који се састоји од непропустљивих стена чини да је биљни свет веома бујан. На простору од 1000–1200 m расте буква, храст, китњак, цер, бреза, бели јасен... Од 1200–1700 m простире се црногорични појас на коме се могу наћи црни бор и бели бор, смрча, клека, молика... Изнад 1700 m заступљена је прелазна жбунаста вегетација. У Сиринићкој жупи је 5.585 хектара под шумом, 6.500 хектара чини пашњаци.
Некада се планински масив Шар-планине одликовао изузетним богатством животињског света. Међутим човек је крчењем шуме потпуно изменио структуру шумских заједница и довео до потпуног нестајања неких животињских врста. Такав пример је Орао брадач. Сиринићку жупу насељава велики број сисара, птица, лептира, дивљачи... Животињски свет чине:срна, дивокоза, дивља свиња, рис, куна, јаребице, тетреби, као и ендемичне врсте, динарска волухарица, видра, куна златица и куна белица...
Карактеристика Сиринићке жупе је и велики број пастирских паса шарпланинаца. Заступљени су шарпланинци свих боја, од беле боје, преко боје меда, жуте или сиве или чак и црне боје. Веома су храбри и борбени па не презају да се супротстави ни медведу, као ни чопору вукова.

## Историја
У састав средњовековне Србије, простор Сиринићке жупе улази почетком XIII века, за време владавине Стефана Првовенчаног. Први помен Сиринићке жупе налази се на једном Јеванђељу писаном на пергаменту и који потиче из XIII века, а данас се чува у националној библиотеци у Паризу. На њему су сачувана три записа. У једном је непознати књигописац забележио да је писао „у Сиринићких, краљеву лагатору“ (гласоноши). У другом да краљ (вероватно Милутин или Стефан Дечански) „22. јула узе Табану овце a њега свеза“. У трећем запису забележен је и познати, можда најстарији средњовековни српски стих, поетски вапај ο једној од не тако ретких гладних година: „О колика ми је тужица! Проса немамо а за пшеницу не говору“. Други помен је из 1331. године, а налази се у повељи краља Стефана Душана у којој се види да је Сиринићка жупа била метох Манастира Хиландара. Краљ Стефан Душан даје повељом пиргу манастира Хиландара, поред осталих имања и права, “планину Млечни ИТ(„ИТ“, прасловенска реч од глагола ИТИ, ићи, овде у значењу ΠΥΤ) више Сиринић“. Већ и ови најстарији записи са поменом географских назива (Млечни Ит, Сиринић) и оваца јасно указују на основну привредну делатност ове жупе: сточарство и његове производе.
Историја Сиринића све до турских освајања била је уско повезана са светогорским манастиром. Назив Сиринић (као и планина Млечно) јасно говоре да се становништво жупе највише бавило сточарством. Отомански пописи из XVI века показују да у жупи у то време нема албанских насеља, већ да су сва искључиво српска.
Помиње се у Сиринићкој жупи, српска народна школа од 1865. године, која ради без прекида.

## Иван Јастребов о Сиринићкој жупи
Иван Јастребов је у својој књизи Стара Србија и Албанија писао о овој жупи. Наводи 13 села од којих су само православна Врбештица, Беравце, Штрпце и Готовуша. Само муслиманска су Фираја, Семање, Коштањево, а осталих 6 села су са верски мешовитим становништвом. Од тих 6 села већина православних су у селима: Драјковце, Вича, Битиња Доња и Сушиће, а већина муслимана су у селима: Брод и Битиња Горња. Арнаути који су населили села Качаника и нека села Сиринића су арнауташи, који су заборавили српско племе којем су некада припадали. Описао је планински врх Љуботен и села ове жупе: Врбештицу, Штрпце, Готовуша, Драјковце, Фираја (стари назив Папраћин - трава, папрат, је на арнаутски преведен у Фираја), Доња Битиња, Горња Битиња, Сушиће, тврђаву Петрич...

## Насеља
На територији Сиринићке жупе налази се шеснаест сеоских насеља, седам на левој и девет на десној обали Лепенца. На десној обали реке Лепенца семештена су села Севце, Јажинце, Штрпце, Готовуша, Драјковце, Фираја и Брод а на левој су Врбештица, Беревце, Доња Битиња, Горња Битиња, Сушиће, Коштањево, Вича и Ижанце.
| - Беревце - Брезовица - Брод - Вича - Врбештица - Горња Битиња - Готовуша - Доња Битиња | - Драјковце - Ижанце - Јажинце - Коштањево - Севце - Сушиће - Фираја - Штрпце |

Седам насеља Сиринићке жупе се налазе на висинама до 850 m, шест на висинама од 850-1000, а три на висини од 100–1250 m. Села жупе су збијеног и разбијеног типа. У збијена села спадају она села насељена Србима, Јажинце, Беревце, Готовуша и Штрпце, као и мешовита села (насељена Србима и Албанцима) Доња Битиња и Драјковце. Збијеног типа је и село Сушиће и ако је на надморској висини од 1100 m. Једино села насељена албанским становништвом Коштањево и Ижанце спадају у разбијена насеља старовлашког типа.